# Lilian Buzzichelli
Lilian Buzzichelli, né le 13 janvier 1926 à Lyon et décédé le 11 janvier 2005 à Toulouse, est un chef d'entreprise d'engins et matériels de levage de la banlieue toulousaine (Portet-sur-Garonne, L'Union...), élu maire d'Aurignac en 1971 et propriétaire d'un club de foot.

## Historique
En 1960, il crée le Buzzichelli Levage Sports.
Il est le premier et principal président du club ancêtre du Toulouse FC, l'US Toulouse, de 1970 à 1978 (club évoluant alors en seconde division, qu'il crée le 25 mai 1970 avec d'autres industriels du département), et préside ensuite également la Ligue de Midi-Pyrénées de football basée à Castelmaurou.
Le Buzzichelli Toulouse Levage Sports, club corporatif d'entreprise, est considéré comme l'un des tout meilleurs clubs de football français de sa catégorie durant près d'un quart de siècle, grâce à son recrutement de joueurs expérimentés (à l'image de Richard Boucher (1964 à 1972) ou de Élie Baup (1981/1982)) autant que d'entraîneurs (comme Angel Marcos entre 1979 à 1984).
Au XXIe siècle, l'AS Laboratoire Pierre Fabre Castres devient le club corporatif le plus renommé de la Ligue Midi-Pyrénées, à l'image de son équivalent en rugby à XV d'entreprise.     
Christian Buzzichelli est quant à lui l'actuel président du FCTT (Football Club Toulouse Olympique Aviation Club - Toulouse Olympique Étudiant Club), club de rugby toulousain de Fédérale 2.
Il décède en 2005 à l'âge de 79 ans.

## Palmarès du Buzzichelli LS

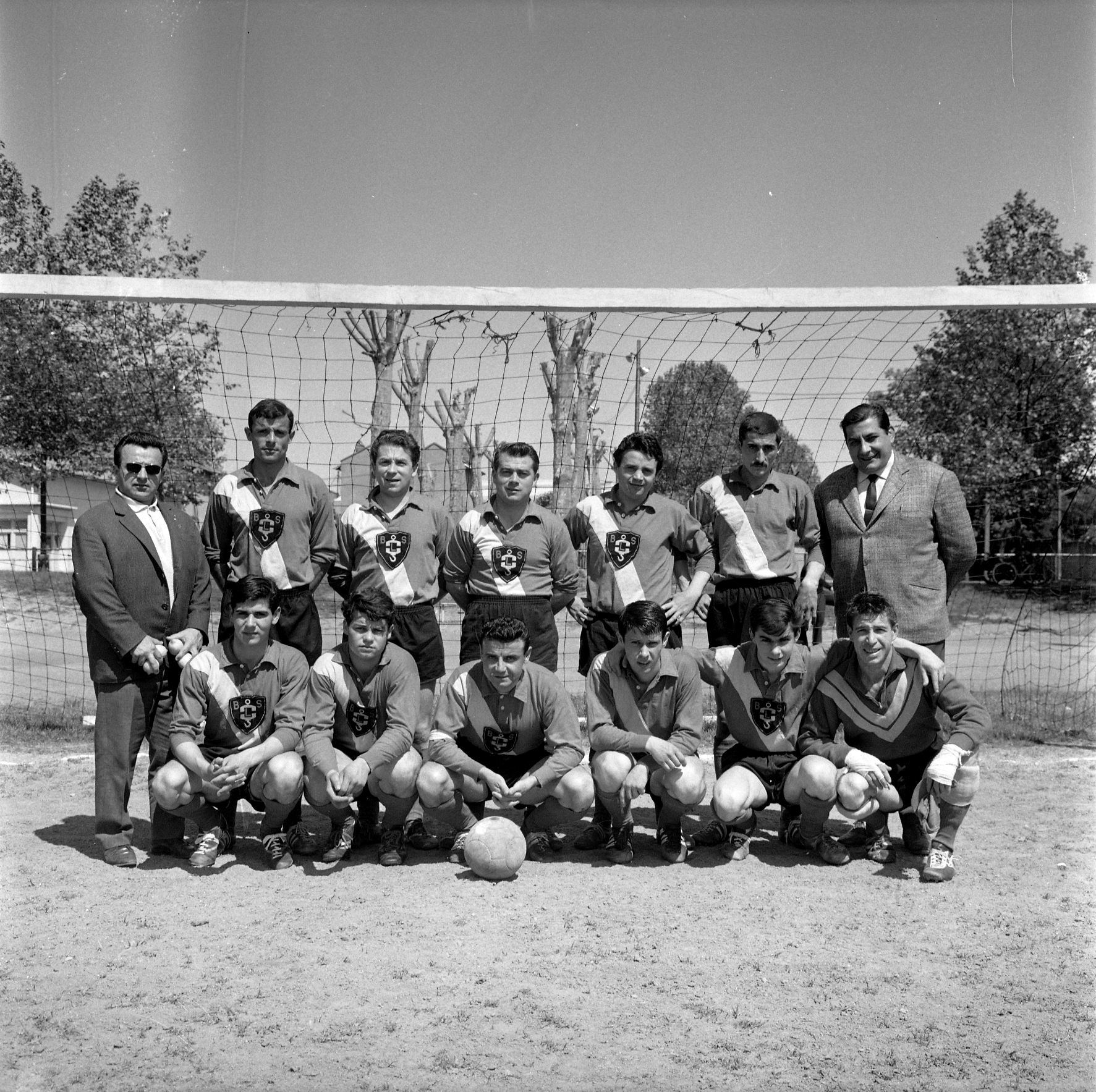
L'équipe de football du "Buzzichelli Levage Sports" en 1963.

- Championnat national corporatif (créé en 1981): 1982 (1er lauréat), 1984, 1985 et 1987 (vice-champion en 1986) (devient le Championnat national du football d'entreprise en 1996)
- Coupe nationale corporative (créée en 1924): 1977, 1979, 1985 et 1987 (finaliste en 1976) (devient la Coupe nationale du football d'entreprise en 1997)
- Championnat corporatif de division d'honneur (niveau D4): 1965, 1966, 1967, 1968, 1969, 1970, 1971, 1972, 1973, 1974, 1976, 1977, 1978, 1979, 1980, 1981, 1982, 1983, 1984, 1985, 1986 et 1987
- Coupe corporative de Haute-Garonne (puis Midi-Pyrénées): 1962, 1963, 1964, 1966, 1967, 1969, 1971, 1972, 1979 et 1982

- Coupe corporative des Ligues: région Midi-Pyrénées en 1979, incluant des joueurs de l'entreprise